# Бабаков Сергій Денисович
Сергій Денисович Бабаков (*нар. 27 квітня 1927 р) — † 7 червня 2011, м. Краснокутськ, Харківської області)  — український письменник, краєзнавець

## Біографія

### Родина
Народився в с. Бунакове, Лозівського р-ну Харківської області в родині Бабакових — Дениса Самойловича й Оксани Павлівни, четверта дитина. У 1933-му мати вбито голодом під час геноциду. Родина вижила завдяки тому, що батько влаштувався конюхом у колгоспі і потайки виносив у кишені по жмені вівса, призначеного коням.

### Навчання
У 1934-му пішов до семирічки у с. Бунакове.

### Воєнний період
З початком Другої світової війни через малолітство Сергія не мобілізують на фронт, саме через цю причину під час німецької окупації вдається уникнути вивезення до Німеччини. До сталінської армії мобілізували після реокупації Харківщини у 1944-му. Потрапляє на Західний фронт, та через півтора місяця перевезений на Далекий Схід на війну з Японією. Навчається в школі молодших командирів. Примусово утримується в армії до 51-го.

### Робочий період
Демобілізувавшись, вирішив не залишатися в Бунаково, бо до того часу батько вже помер, а з мачухою жити не хотів. Їде до Харкова де працює учнем токаря на машинобудівному заводі № 75. Пропрацював лише 3 місяці, відкрилася виразка шлунку, хвороба, отримана ще в армії. Після лікарні отримав 2-гу групу інвалідности, про завод довелося забути. Відгукується на запрошення сестри, яка мешкала у селищі Краснокутськ Харківської області. Працюючи в бібліотеці, закінчує вечірню школу, поступає на заочне відділення Харківського університету мистецтв на бібліотечний факультет.

### Творчість
Перші спроби пера складалися із нарисів у районній газеті «Колективіст Краснокутщини», нарис «Подруги» передрукувала обласна газета «Юний ленінець». Одного разу Головний редактор газети Йосип Йосипович Григоренко запропонував взятися за щось більш суттєве, написати книгу. Сергій Денисович починає збирати матеріал для написання документальної повісті «Краснокутська трагедія». Мова про рейд махновців Краснокутщиною у 1921 р. На той час були ще живі очевидці тих подій.

### Літературний доробок
- Краснокутська трагедія — вид. «Прапор» Харків, 1991 р.
- Хлопець у корсеті — вид-во «Прапор» 2006
- По кому били дзвони? — вид-во «Едем» 2011

Також очікують свого часу рукописи повістей і романів. Роман про голодомор, розпочатий ще наприкінці 80-х лежить незавершений, за словами автора залишив «на потім», але на здійснення замисленого вже бракує сил.

### Сімейний стан
Останні 5 років до смерті жив удівцем. Мав 2 дітей, 3 онуки і 2 правнуки.
Мешкав у Краснокутську.